# Récompenses des Kings de Sacramento
Les Kings de Sacramento sont une franchise de basket-ball américaine évoluant dans la National Basketball Association. Cet article regroupe l'ensemble des récompenses des Kings de Sacramento durant les saisons NBA.

## Titres de l'équipe

### Champion NBA
Les Kings ont remporté un titre NBA : 1951.

### Champion de conférence
Les Kings n'ont pas remporté de titre de champion de conférence.

### Champion de division
Les Kings ont été 6 fois champions de leur division : 1949, 1952, 1979, 2002, 2003 et 2023.
Ces 5 titres se répartissent en 2 titres de la division Ouest, un titre au sein de la division Midwest et 3 titres dans la division Pacifique.

## Titres individuels

### MVP
- Oscar Robertson – 1964

### Rookie de l'année
- Maurice Stokes – 1956
- Oscar Robertson – 1961
- Jerry Lucas – 1964
- Phil Ford – 1979
- Tyreke Evans – 2010

### 6ème homme de l'année
- Bobby Jackson – 2003

### Entraîneur de l'année
- Phil Johnson – 1975
- Cotton Fitzsimmons – 1979

### Exécutif de l'année
- Joe Axelson – 1973
- Geoff Petrie (x2) – 1999, 2001

### NBA Clutch Player of the Year
- De'Aaron Fox – 2023

### J. Walter Kennedy Citizenship Award
- Vlade Divac – 2000

### NBA Community Assist Award
- Harrison Barnes – 2020

## Hall of Fame

### Joueurs
17 hommes ayant joué aux Suns principalement, ou de façon significative pendant leur carrière ont été introduits au Basketball Hall of Fame (également appelé Naismith Memorial Basketball Hall of Fame).
| Joueur               | Activité aux Kings | Activité aux Kings     | Hall of Fame        |
| Joueur               | Années             | Titres avec Sacramento | Année intronisation |
| -------------------- | ------------------ | ---------------------- | ------------------- |
| Bob Davies           | 1945–1955          | 1                      | 1970                |
| Oscar Robertson      | 1960–1970          | 0                      | 1980                |
| Jerry Lucas          | 1963–1969          | 0                      | 1980                |
| Jack Twyman          | 1955–1966          | 0                      | 1983                |
| Bobby Wanzer         | 1948–1957          | 1                      | 1987                |
| Clyde Lovellette     | 1957–1958          | 0                      | 1988                |
| Nate Archibald       | 1970–1976          | 0                      | 1991                |
| Arnie Risen          | 1948–1955          | 1                      | 1998                |
| Maurice Stokes       | 1955–1958          | 0                      | 2004                |
| Ralph Sampson        | 1989–1990          | 0                      | 2012                |
| Guy Rodgers          | 1967–1968          | 0                      | 2014                |
| Mitch Richmond       | 1991–1998          | 0                      | 2014                |
| Šarūnas Marčiulionis | 1995–1996          | 0                      | 2014                |
| Jo Jo White          | 1980–1981          | 0                      | 2015                |
| Vlade Divac          | 1998–2004          | 0                      | 2019                |
| Chris Webber         | 1998–2005          | 0                      | 2021                |
| Vince Carter         | 2017–2018          | 0                      | 2024                |

### Entraineurs, managers et contributeurs
| Personnalité       | Activité aux Kings | Activité aux Kings     | Activité aux Kings | Hall of Fame        | Hall of Fame |
| Personnalité       | Années             | Titres avec Sacramento | Fonction           | Année intronisation | Qualité      |
| ------------------ | ------------------ | ---------------------- | ------------------ | ------------------- | ------------ |
| Les Harrison       | 1948–1955          | 1                      | entraîneur         | 1980                | contributeur |
| Wayne Embry        | 1958–1966          | 0                      | joueur             | 1999                | contributeur |
| Rick Adelman       | 1975 1999–2006     | 0                      | joueur entraîneur  | 2021                | entraîneur   |
| Cotton Fitzsimmons | 1978–1984          | 0                      | entraîneur         | 2021                | entraîneur   |
| Bill Russell       | 1987–1988          | 0                      | entraîneur         | 2021                | entraîneur   |
| George Karl        | 2015–2016          | 0                      | entraîneur         | 2022                | entraîneur   |

## Maillots retirés
Les maillots retirés de la franchise des Kings sont les suivants :
- 1 - Nate Archibald
- 2 - Mitch Richmond
- 4 - Chris Webber
- 6 (Sixième homme) - Les fans
- 11 - Bob Davies
- 12 - Maurice Stokes
- 14 - Oscar Robertson
- 16 - Predrag Stojaković
- 21 - Vlade Divac
- 27 - Jack Twyman
- 44 - Sam Lacey

## Récompenses du All-Star Week-End

### Sélections au All-Star Game
Liste des joueurs sélectionnés pour le All-Star Game, en tant que joueur des Kings de Sacramento :
- Bob Davies (x4) – 1951, 1952, 1953, 1954
- Arnie Risen (x4) – 1952, 1953, 1954, 1955
- Bobby Wanzer (x5) – 1952, 1953, 1954, 1955, 1956
- Jack Coleman – 1955
- Maurice Stokes (x3) – 1956, 1957, 1958
- Richie Regan – 1957
- Jack Twyman (x6) – 1957, 1958, 1959, 1960, 1962, 1963
- Wayne Embry (x5) – 1961, 1962, 1963, 1964, 1965
- Oscar Robertson (x10) – 1961, 1962, 1963, 1964, 1965, 1966, 1967, 1968, 1969, 1970
- Jerry Lucas (x6) – 1964, 1965, 1966, 1967, 1968, 1969
- Adrian Smith – 1966
- Tom Van Arsdale (x3) – 1970, 1971, 1972
- Johnny Green – 1971
- Nate Archibald (x3) – 1973, 1975, 1976
- Sam Lacey – 1975
- Scott Wedman (x2) – 1976, 1980
- Otis Birdsong (x3) – 1979, 1980, 1981
- Mitch Richmond (x6) – 1993, 1994, 1995, 1996, 1997, 1998
- Chris Webber (x4) – 2000, 2001, 2002, 2003
- Vlade Divac – 2001
- Peja Stojaković (x3) – 2002, 2003, 2004
- Brad Miller – 2004
- DeMarcus Cousins (x3) – 2015, 2016, 2017
- De'Aaron Fox – 2023
- Domantas Sabonis – 2023

### MVP du All-Star Game
- Oscar Robertson (x3) – 1961, 1964, 1969
- Jerry Lucas – 1965
- Adrian Smith -1966
- Mitch Richmond – 1995

### Entraîneur au All-Star Game
- Bobby Wanzer – 1957
- Rick Adelman – 2001

### Vainqueur du concours à 3 points
- Peja Stojaković (x2) – 2002, 2003
- Buddy Hield – 2020

## Distinctions en fin d'année

### All-NBA Team

#### All-NBA First Team
- Bob Davies (x4) – 1949, 1950, 1951, 1952
- Oscar Robertson (x9) – 1961, 1962, 1963, 1964, 1965, 1966, 1967, 1968, 1969
- Jerry Lucas (x3) – 1965, 1966, 1968
- Nate Archibald (x3) – 1973, 1975, 1976
- Chris Webber – 2001

#### All-NBA Second Team
- Arnie Risen – 1949
- Bobby Wanzer (x3) – 1952, 1953, 1954
- Bob Davies – 1953
- Maurice Stokes (x3) – 1956, 1957, 1958
- Jack Twyman (x2) – 1960, 1962
- Jerry Lucas (x2) – 1964, 1967
- Oscar Robertson – 1970
- Nate Archibald – 1972
- Phil Ford – 1979
- Otis Birdsong – 1981
- Mitch Richmond (x3) – 1994, 1995, 1997
- Chris Webber (x3) – 1999, 2002, 2003
- Peja Stojaković – 2004
- DeMarcus Cousins (x2) – 2015, 2016

#### All-NBA Third Team
- Mitch Richmond (x2) – 1996, 1998
- Chris Webber – 2000
- De'Aaron Fox – 2023
- Domantas Sabonis (x2) – 2023, 2024

### NBA All-Rookie Team

#### NBA All-Rookie First Team
- Jerry Lucas – 1964
- Ron Behagen – 1974
- Scott Wedman – 1975
- Phil Ford – 1979
- Kenny Smith – 1988
- Lionel Simmons – 1991
- Brian Grant – 1995
- Jason Williams – 1999
- Tyreke Evans – 2010
- DeMarcus Cousins – 2011
- Buddy Hield – 2017
- Marvin Bagley – 2019
- Tyrese Haliburton – 2021
- Keegan Murray – 2023

#### NBA All-Rookie Second Team
- Travis Mays – 1991
- Walt Williams – 1993
- Tyus Edney – 1996
- Hedo Türkoğlu – 2001
- Isaiah Thomas – 2012
- Willie Cauley-Stein – 2016
- Bogdan Bogdanović – 2018

### NBA All-Defensive Team

#### NBA All-Defensive First Team
- Doug Christie – 2003
- Ron Artest – 2006

#### NBA All-Defensive Second Team
- Norm Van Lier – 1971
- Brian Taylor – 1977
- Scott Wedman – 1980
- Doug Christie (x3) – 2001, 2002, 2004